# Municipio La Paz (México)
Koordinaten: 19° 21′ 40″ N, 98° 58′ 50″ W
La Paz, bekannt auch als Los Reyes La Paz, ist ein Municipio im mexikanischen Bundesstaat México. Es gehört zur Zona Metropolitana del Valle de México, der Metropolregion um Mexiko-Stadt.
Der Sitz der Gemeinde und ihre größte Stadt ist Los Reyes Acaquilpan. Das Municipio hatte im Jahr 2010 253.845 Einwohner, die Fläche beträgt 36,8 km².
La Paz verfügt über bedeutende Industriezonen.

## Geographie
La Paz liegt im Osten des Bundesstaates México auf über 2200 m Seehöhe.
Das Municipio La Paz grenzt an die Municipios Chimalhuacán, Chicoloapan, Ixtapaluca, Valle de Chalco Solidaridad und Nezahualcóyotl sowie an den Bundesdistrikt Mexiko-Stadt.
Das Municipio ist großteils urbanisiert.

## Städte und Orte
Das Municipio umfasst 18 Orte, 12 davon haben über 5.000 Einwohner.
| Ortsname                       | Bevölkerung (2010) |
| ------------------------------ | ------------------ |
| Los Reyes Acaquilpan           | 85.359             |
| San Isidro                     | 33.737             |
| La Magdalena Atlicpac          | 26.429             |
| Emiliano Zapata                | 25.309             |
| San Sebastián Chimalpa         | 12.951             |
| Lomas de San Sebastián         | 12.372             |
| Professor Carlos Hank González | 10.416             |
| El Pino                        | 08.332             |
| San José las Palmas            | 08.203             |
| Tecamachalco                   | 06.780             |
| Arenal                         | 06.700             |
| Lomas de Altavista             | 05.704             |
| Unidad Acaquilpan              | 04.806             |
| Bosques de la Magdalena        | 02.803             |
| Techachaltitla                 | 01.994             |
| Lomas de San Sebastián         | 01.447             |
| Colonia Máximo de la Cruz      | 00.429             |
| Los Pirules                    | 00.074             |